# موریس بیکر
موریس بیکر (انگلیسی: Maurice Baker؛ زادهٔ ۲۸ ژوئیهٔ ۱۹۷۹) بازیکن بسکتبال اهل ایالات متحده آمریکا است.
از باشگاه‌هایی که در آن بازی کرده‌است می‌توان به پورتلند تریل بلیزرز، باشگاه فوتبال الاتحاد (سوریه)، و لس آنجلس کلیپرز اشاره کرد.